# Astragalus heptapotamicus
Astragalus heptapotamicus es una especie de planta del género Astragalus, de la familia de las leguminosas, orden Fabales.

## Distribución
Astragalus heptapotamicus se distribuye por Kazajistán y China.

## Taxonomía
Fue descrita científicamente por Sumn. Fue publicada en Sist. Zametki Mater. Gerb. Krylova Tomsk. Gosud. Univ. Kuybysheva 5-6: 7 (1933).